# Gohrisch
Gohrisch là một đô thị thuộc huyện Sächsische Schweiz-Osterzgebirge, bang Sachsen, Đức. Đô thị Gohrisch có diện tích 34,78 km².Đô thị này tọa lạc/có cự ly